# Apanteles cassiae
Apanteles cassiae är en stekelart som beskrevs av Chalikwar och Rao 1982. Apanteles cassiae ingår i släktet Apanteles och familjen bracksteklar. Inga underarter finns listade i Catalogue of Life.